# Corporations des arts et métiers de la république de Venise
 (octobre 2020).
Si vous disposez d'ouvrages ou d'articles de référence ou si vous connaissez des sites web de qualité traitant du thème abordé ici, merci de compléter l'article en donnant les références utiles à sa vérifiabilité et en les liant à la section « Notes et références ».
 (novembre 2018).
La création de ces confréries regroupant les artisans par métier remonte au début du XIe siècle. Ce n'est que plus tard que des règles précises relatives à chaque métier furent fixées. Ces associations nées de la nécessité de défendre les intérêts communs de gens exerçant le même métier assumèrent la dénomination de corporations des arts et métiers (en vénitien : Schole de Arti, Mistieri e Devozion). Ces corporations n'eurent jamais de poids politique. La particularité vénitienne était la subordination claire de toute occupation à l'autorité de l'État : à travers les corporations, l'État pouvait contrôler la vie économique de la ville, réguler le marché et l'activité de production. Les mesures fréquentes prises par l'État démontrent la volonté de maintenir un équilibre entre les besoins du marché, la protection du travail et la citoyenneté en général. 

## Contrôle judiciaire
À partir de 1173, le contrôle fut exercé par la magistrature des Justiciari. En 1261, deux magistratures: la Justice Vieille et la Justice Nouvelle supervisaient le respect des normes du travail, la qualité des produits, le marché (poids, prix, mesures) et l'approvisionnement en matières premières et en produits de première nécessité. Ces magistrats jugeaient aussi les disputes internes à chaque confrérie et les disputes entre confréries. Les autres magistrats étaient : les Provveditori di comun, établis au milieu du XIIIe siècle[réf. nécessaire], qui avaient compétence sur les traghetti (traversiers) et les arts de la laine et de la soie ; les Visdomini alla ternaria qui contrôlaient l'approvisionnement et la distribution de l'huile, du fromage et de la viande salée ; le bureau de Milizia da Mar qui supervisait le recrutement des condamnés pour les bras de la flotte d'état à partir du milieu du XVIe siècle. Au XVIe siècle a fonctionné pendant quelques décennies une commission de cinq patriciens, nommée en 1541 par le Conseil des Dix, ayant la tâche de réviser et mettre à jour les règles et statuts de chaque corporation , 
tandis qu'au XVIIIe siècle a existé un Inquisiteur aux arts qui, avec le Provveditori sopra le Giustizia Vecchia, supervisait les schole en ce qui concernait l'imposition, les charges et les frais internes.
En 1299, les métiers du vin comme les Tavernieri, les vendeurs de vin à la minute et les beccheri (bouchers) furent soumis à la Nouvelle Justice, alors que tous les autres métiers restèrent soumis à la Justice Vieille, à l'exclusion de ceux du verre, de la laine et de la soie qui étaient sujets à d'autres magistratures.

## Organisation interne
À la tête de chaque association trônait un Gastaldo (parfois appelé governator ou guardian), élu par les membres de l'art et son adjoint (parfois deux), le vicario, qui pouvaient être destitués seulement par le Gouvernement. Le gastaldo devait faciliter l'application correcte du statut de l'art (matricola ou mariegola) et soigner la discipline et la technique du métier, ainsi que de présenter les comptes à la fin du mandat et organiser le banquet social (sorte d'assemblée générale). Il pouvait convoquer les capomaestri pour diverses questions.
Le scrivan faisait les procès-verbaux et tenait les registres à jour ; les degani (doyens) étaient à la tête de colmelli (groupes de frères) d'une contrada dont ils tenaient les noms et résidences dans un rotolo (registre). Gastaldo, vicario et degani formaient la banca (du vén. panca : banc en position surélevée ) de l'organisation (son conseil d'administration). 
Des charges mineures existaient également, telles le quadernier (secrétaire adjoint) ; le massaro ou camerlengo qui devait enregistrer les dépenses et les encaissements et a reçu les biens meubles de l'Art ; les sindici (réviseurs) qui contrôlaient le travail des membres du banc ; le nonsolo, fossoyeur, préparateur des messes et huissier.
L'organe d'assemblée de la Schola était le Chapitre, qui se réunissait en session générale normalement deux fois par an et auquel tous les Frères devaient être présents. Les charges étaient électives (pour 12 mois) mais ce fut plutôt la charge qui cherchait l'homme car on ne pouvait postuler et l'élu ne pouvait refuser la charge. Une fois déchargés, ils devaient s'abstenir de charge pendant deux ou trois ans.
Dans chaque Schola, chaque confrère avait une tolella, une planche de bois ou une carte d'inscription, qui était accrochée à une grille de portail pour que chacun puisse savoir qui en faisait partie. La tolella fut régulièrement levée, ce qui signifiait que le frère devait payer sa cotisation.
Souvent l'art s'articulait en plusieurs branches ou spécialisations (colonnelli) dont faisaient partie ceux qui exerçaient des métiers apparentés ou dans la chaîne de production jusqu'au produit fini. Cette spécialisation excessive, bien que favorisant la qualité de fabrication, fragmentait et ralentisssait le cycle de production.

## Intégration dans l'art
Les Schole piccole étaient des organisations ouvertes, que tout vénitien pouvait rejoindre en payant sa benintrada (droit d'entrée) sans distinction de sexe et de classe, ce qui n'était pas le cas des schola grande. Le cérémonial d'admission se déroulait toujours dans l'église, devant l'autel de référence, avec serment entre les mains du Gastaldo. Un autre élément important qui distinguait les Schole Picole des Grande était l'admission des femmes. Alors qu'en fait, la Schole Grandi après les trois cents premières ne permettait pas aux femmes de s'inscrire, la plupart des Schole Picole se caractérisait par un mélange organique.
Pour exercer un art, il fallait avoir une bonne connaissance du métier et pour l'atteindre il était nécessaire d'accomplir une période d'apprentissage qui s'articulait en garzonato et lavoranzìa. Le garzonato débutait à 14 ans et durait en général entre cinq et sept ans ; ensuite on faisait stage dans une boutique comme ouvrier pour encore deux ou trois ans et finalement on passait une épreuve devant des représentants influents de l'art, à la suite de quoi l'artisan obtenait le titre de Capomaestro et avait la possibilité d'ouvrir une boutique. Les fils des capimaestri jouissaient de privilèges spéciaux : ils étaient exemptés du stage de garçon et ouvrier et ils ne devaient pas passer l'épreuve pour devenir capomaestro. Des exceptions à cette maxime existaient cependant pour certains arts.
Chaque art possédait une enseigne sur lequel étaient représentés ses symboles et celle-ci était propriété inviolable garantie par dispositions de loi. Quiconque eût adopté une enseigne ne lui appartenant pas ou contrefait le symbole, était puni avec la plus grande sévérité.
À la chute de la République, après le gouvernement éphémère de la municipalité provisoire, les corporations furent abolies par le régime napoléonien.

## Liste des corporations d’arts et métiers de Venise[4]

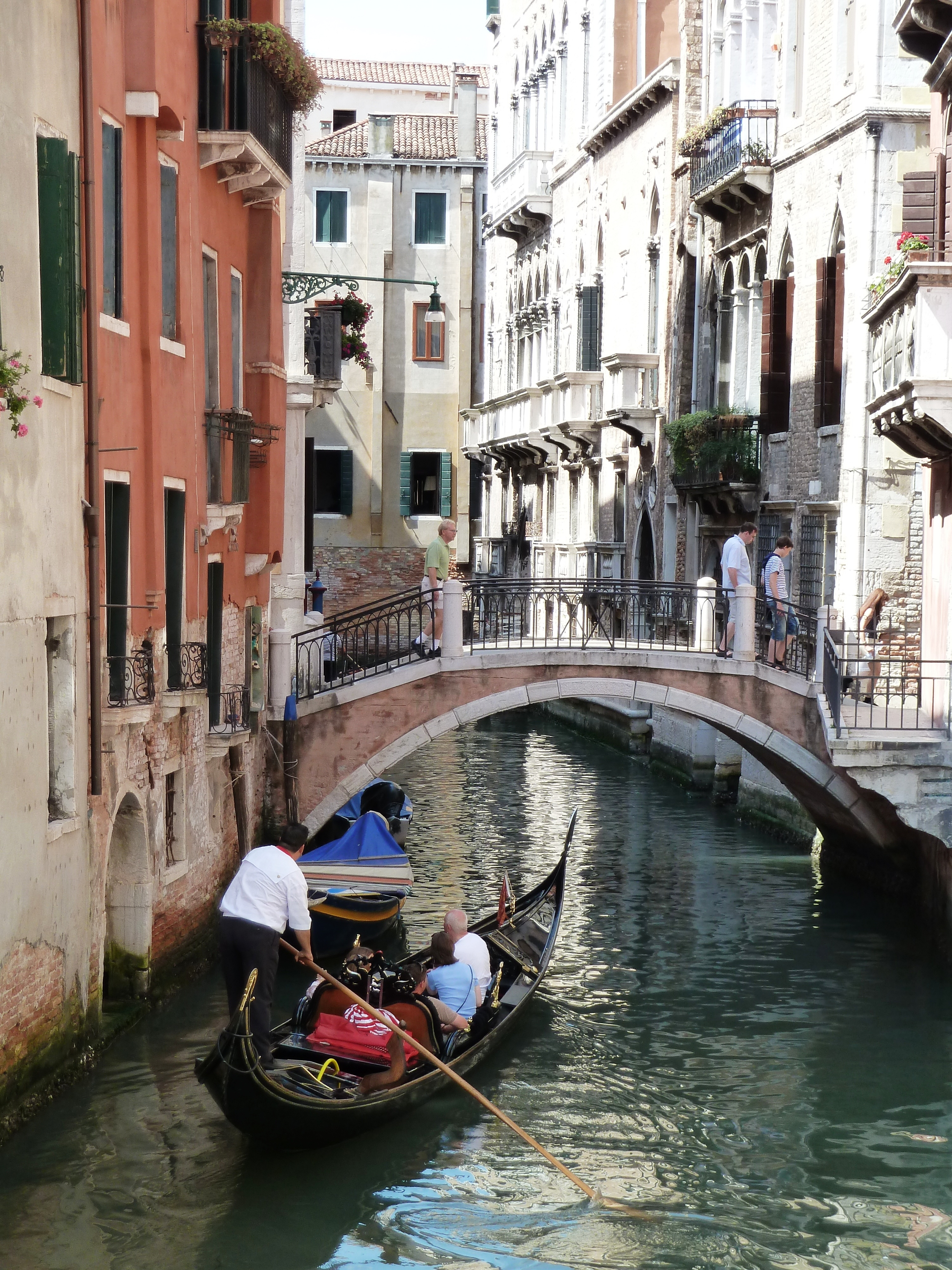
Rio et ponte dei Barcaroli

- Acquaroli : Porteurs et vendeurs de l'eau de Brenta
- Acquavitieri et Cafetieri : producteurs et camelots d'eau-de-vie, de café, de glace et de rosolio
- Balestrieri : fabricants d'arbalètes
- Barbieri : barbiers, divisés en 8 colonnelli : 
  - barbieri chirurghi : barbiers chirurgiens
  - barbitonsori : coiffeurs
  - conzaossi : guérissaient les fractures
  - norsini : guérissaient les hernies et les organes génitaux
  - cavadenti : dentistes
  - stueri : pédicures
  - braghieri : hernies et castrations d'animaux
  - paruchieri : perruquiers (séparés par la suite)
- Barcaroli et peateri : transportaient des marchandises par barque
  - barcaroli : barques et peate
  - batelanti : bateaux et gondoles
- Bastioneri : Vendeurs de vin
- Biavaroli : Vendeurs de grains et farines, à la minute

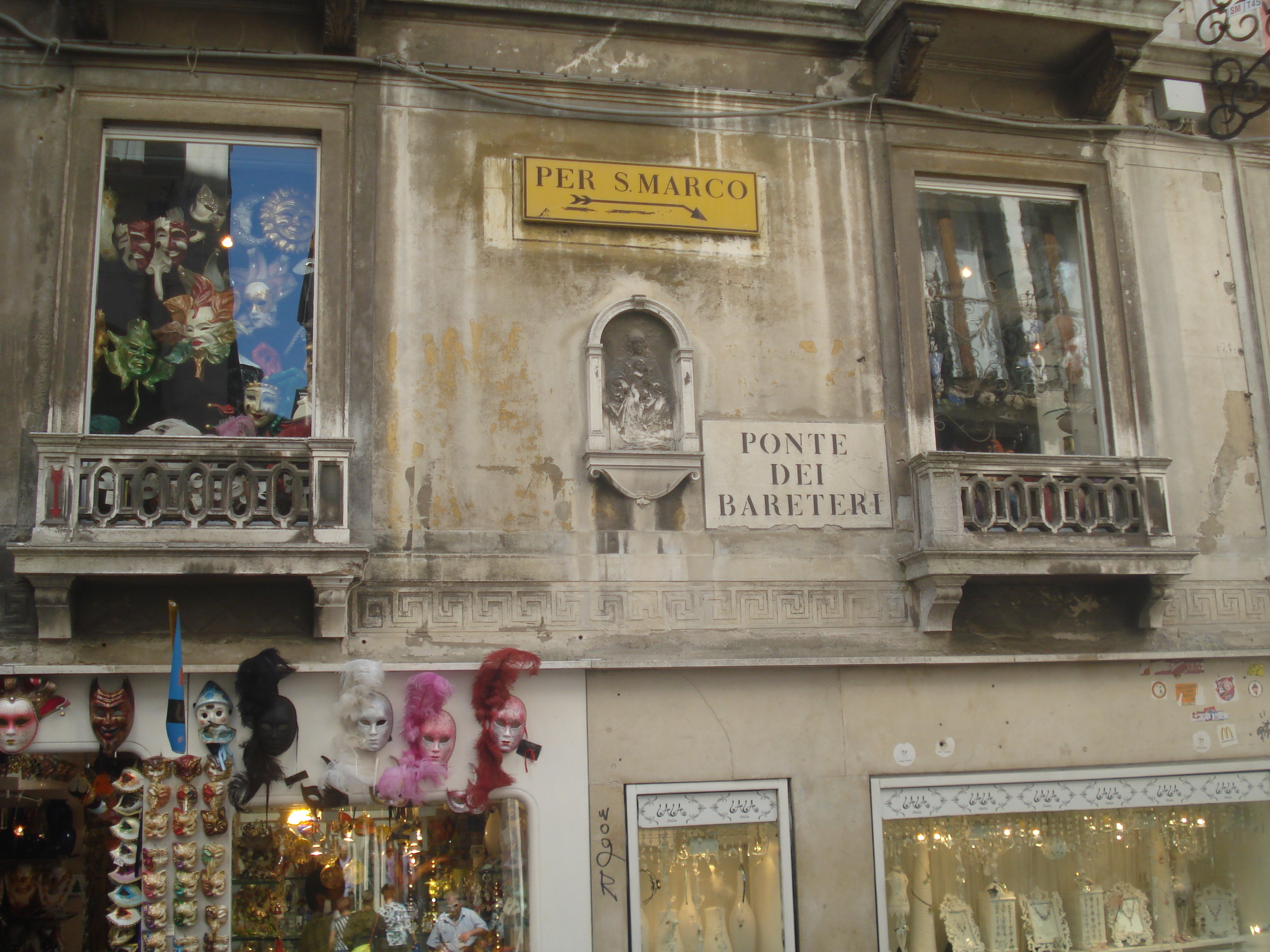
près du ponte dei Bareteri

- Bareteri : Producteurs et vendeurs de bonnets
- Barileri e Mastelleri (ou galederi) : Fabricateurs de barils, baquets, cruches
- Bastazi al Fontego dei Tedeschi - bastazo vaut porteur
- Bastazi Dogana da mar
- Bastazi Dogana da terra
- Bastioneri : vendeurs de vin

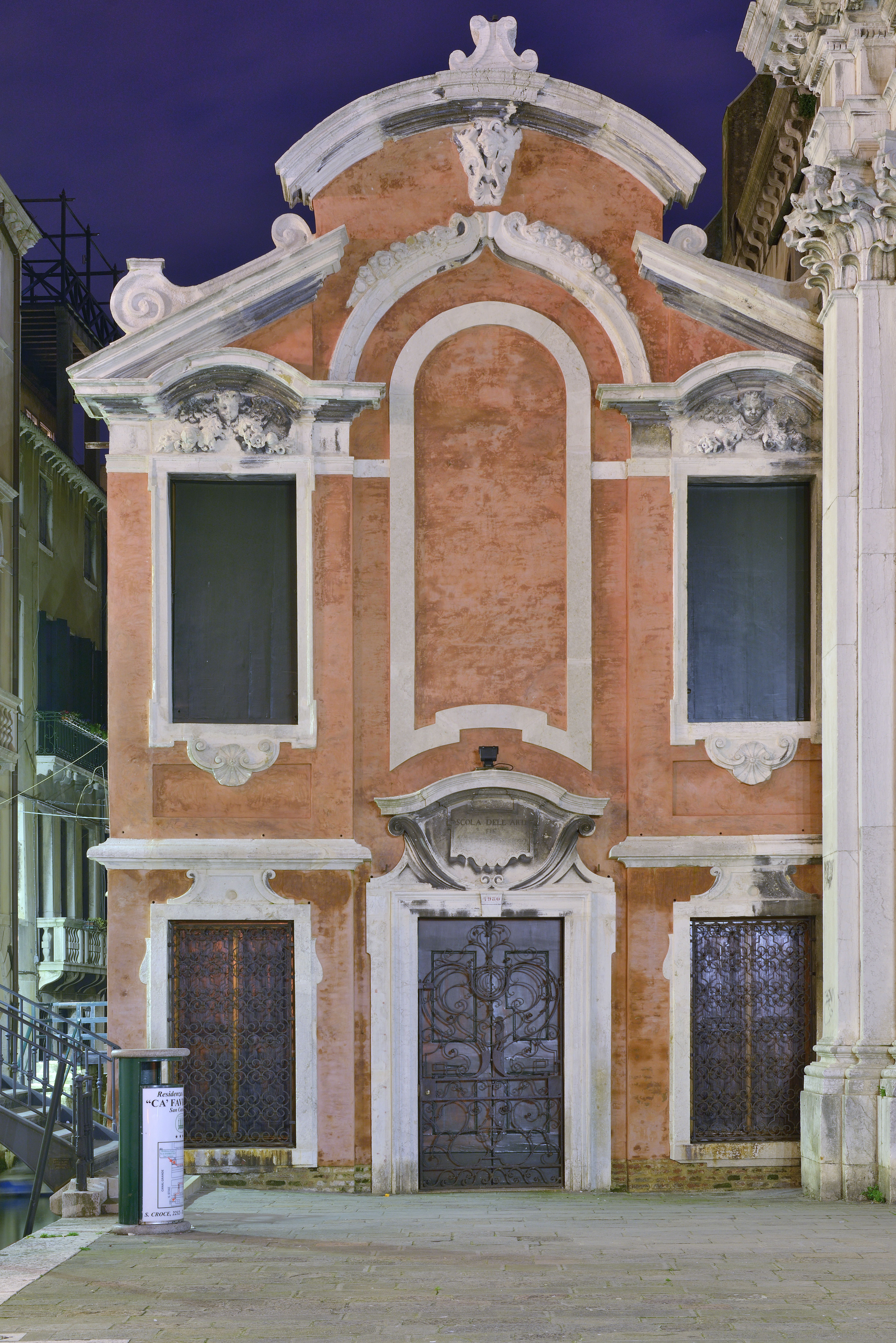
Scola dei Tiraoro a S. Stae

- Batioro e tiraoro alemanni : producteurs et vendeurs de feuilles d'or de couleurs
- Batioro e tiraoro stagnoli e colori : spécialisés dans la production de feuilles colorées utilisée pour le fond des miroirs, la préparation et la vente de minéraux des terres et des drogues utilisées pour réaliser les couleurs
- Bombardieri : fondeurs artisanaux d'artilleries et artilleurs (corps militaire). Colonnelli :
  - bombardieri : artillerie
  - bombisti : adeptes de l'artillerie
  - fondidori di artiglierie : fondeurs
  - salnitrari : producteurs des poudres d'armes à feu
- Bombaseri : artisans qui vendaient de l'ouate avec colonnello :
  - Batteri : artisans qui pourvoyaient à la coupe de l'ouate brute pour la réduire en faldella

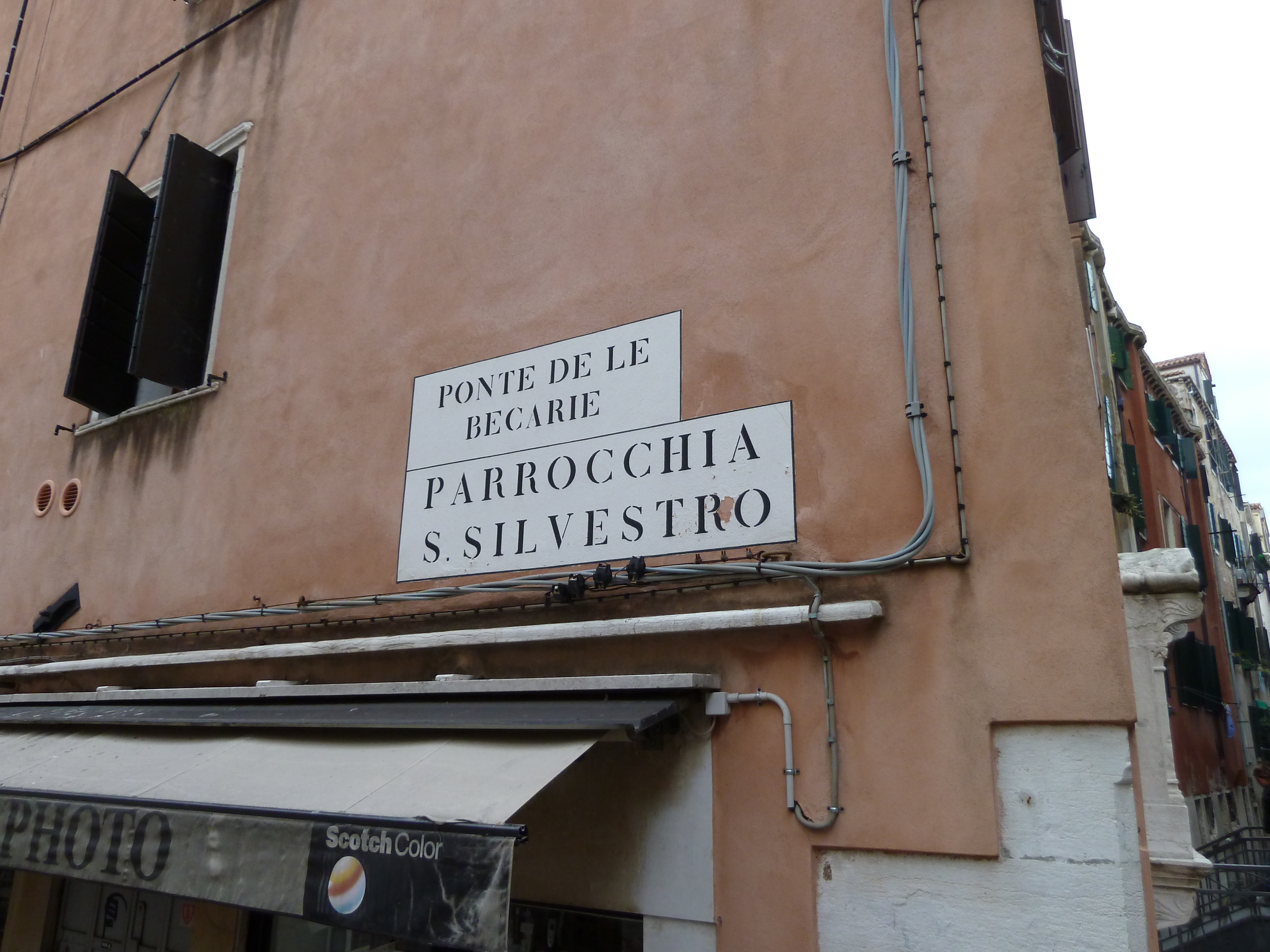
ponte dei Becheri (ou Beccarie)

- Becheri : bouchers de viande bovine
- Bocaleri e scudeleri (ou pignateri) : Producteurs et vendeurs de cruches, marmites, vaisselle et objets en céramique et terre cuite
- Busoleri e Tornidori de l'Arsenal : artisans qui travaillaient le bois, l'ivoire et le cuivre, réunis avec les artisans qui produisaient les urnes et les douilles pour les votes dans les conseils de la République. L'art se divise en trois colonnelli:
  - da avorio (ivoire),
  - da ottone (cuivre),
  - da legno (bois)
- Boteri et butiglieri : producteurs/vendeurs de tonneaux, coupes, cuves et bouteilles
- Burceri (burchieri) : barcaroli qui transportaient des marchandises en utilisant les burci (grands bateaux à fond plat)
  - burchieri da acqua (eau douce)
  - burceri casarotti (le blé aux Fontegi et la farine aux pistori et lasagneri)
  - burchieri da legna (bois)
  - burchieri da paglia (paille)
  - burchieri da rovinazzo ou da cavafanghi (plâtras, ordures, boues)
  - Burceri da stiore : les radeaux qui arrivaient de Pieve di Cadore
- Calafai de l’Arsenal : ouvriers navals qui rendaient les navires étanches
- Calcineri : Vendeurs de chaux

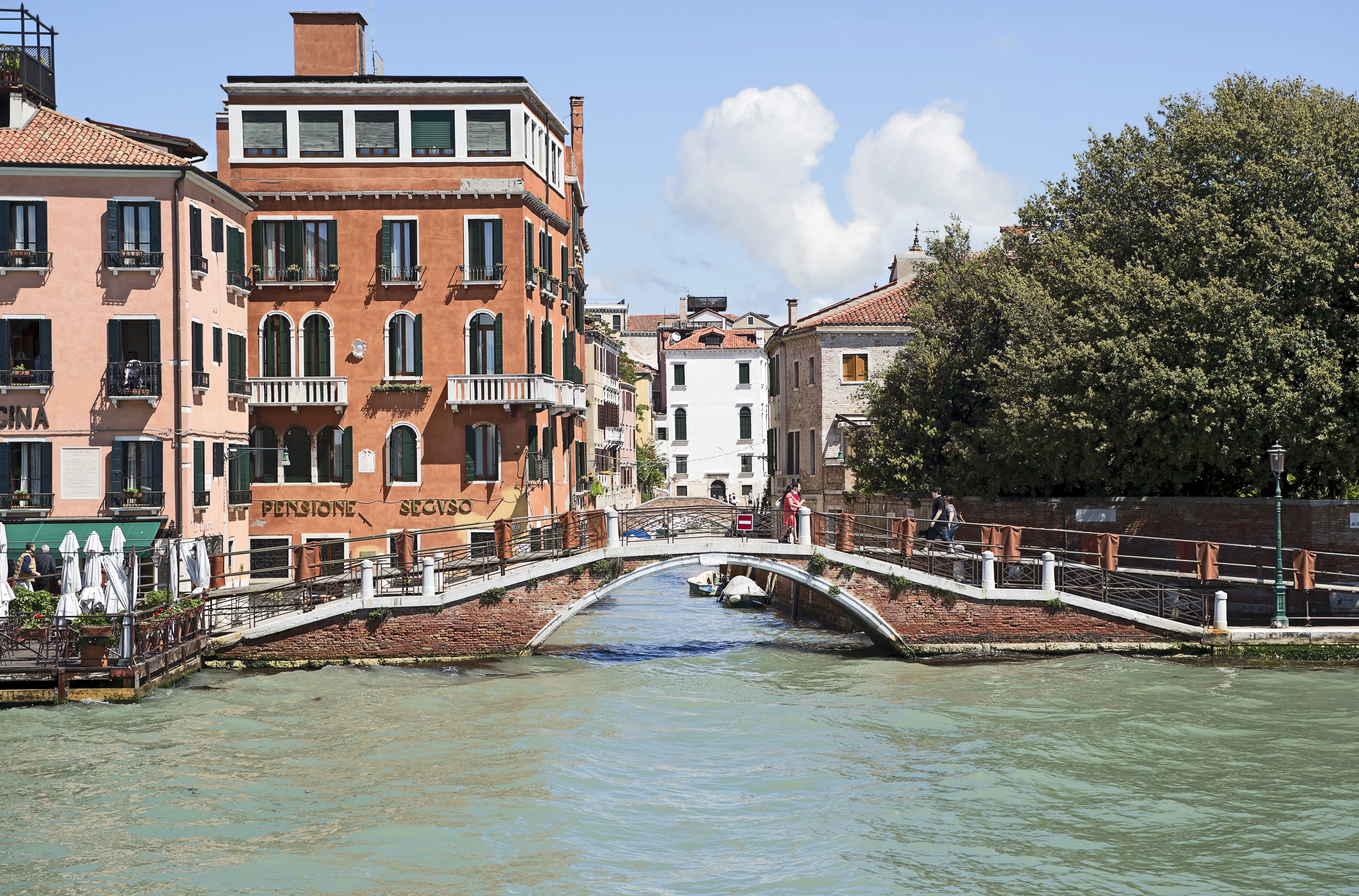
Ponte de la Calcina

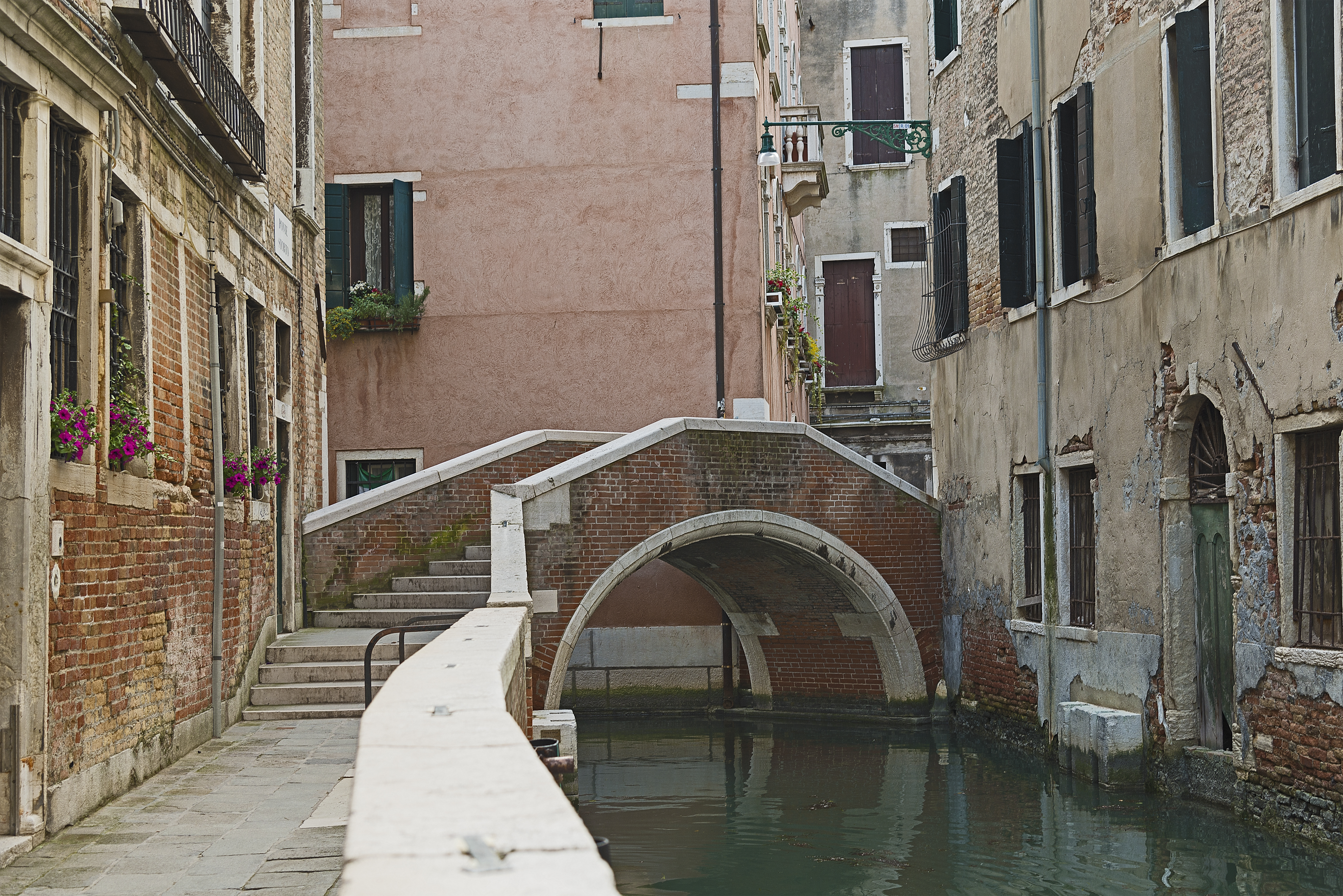
ponte storto dei callegheri près de la Fenice

- Calegheri e Zavateri : cordonniers, avec les colonnelli :
  - socholari (sabots);
  - patitari (patins ou semelles de bois adaptées au pied);
  - calegheri (chaussures et nouvelles bottes);
  - zavateri di arte vechia (réparaient les chaussures utilisées);
  - solari (semelles de cuir utilisées en substitution des chaussures)

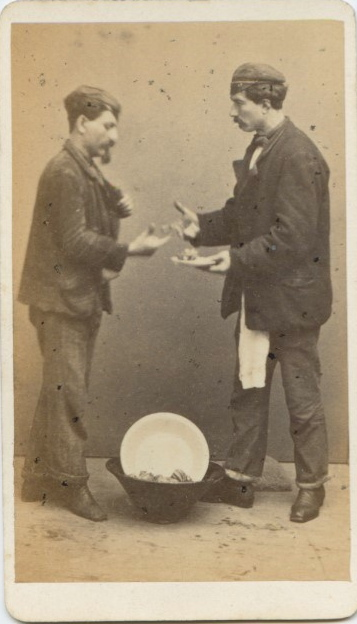
Vendeur ambulant au XIXe siècle

- Calzeri da seda : producteurs de bas, de soie
- Camerandi e locandieri (ou albergatori) : hôteliers
- Capoteri ou greghi capoteri (scuola nazionale greque): confectionneurs de pardessus de laine (tabarro) ou de manteaux grossiers avec capuchon (schiavina)
- Capeleri de feltro : chapeliers
- Casseleri : fabricants de coffrets nuptiaux et de caisses de transport pour marchandises
- Casteleti : employés publics qui géraient le jeu du Loto (dès 1734)
- Centureri : producteurs/vendeurs de ceintures de soie, d'or et d'argent. Un colonnello :
  - fiuberi, producteurs de fiube (boucles)
- Cerceri da bote : producteurs/vendeurs de çerci (cercles) en fer, qui tenaient ensemble les douves des tonneaux et des barils (construits par les boteri et barileri)
- Cesteri : producteurs de paniers et autres objets en osier
- Chirurghi ou cirologi ou medici da piaghe : chirurgiens (Forment Collège), unis au colonnelli :
  - Medici fisici : médecins généraux
  - ostretiche : obstétriciens
- Cimadori, Soppressadori de panilani : artisans qui travaillaient pour l'industrie de la laine: 
  - sopressadori de panilani : lissage des tissus de laine
  - cimadori ou cimolini : préparateurs de la laine pour le filage
  - Garzotti e Argagnoti (ou petenadori) : faisaient le cardage des tissus lainiers
- Coghi et scalchi : cuisiniers et majordomes
- Compravendi Pesse : Revendeurs de poisson
- Conzacurami (ou curameri) ou scorzeri (Conciapelli): Tanneurs de cuir.
- conzacanevi a la Tana : producteurs de câbles et du haubanage nécessaire à armer la flotte
- conzapelli a la Zueca : Tanneurs de cuir à la Giudecca
- corde de bueo : producteurs de cordes spéciales utilisées pour le battage à l'arc, du coton et de la laine
- compagnia dei corieri veneti : postes (art non véritable)
- Coroneri e Anemeri : producteurs de couronnes de coco ou chapelets
- Corteleri et Spaderi : fabricants de couteaux et épées
- cristaleri de vero, divisé en colonnelli:
  - cristaleri de vero, arte grossa
  - cristaleri de vetro, arte minuta
  - paternostreri (ou margariteri ou perleri) (1604)
  - proprietari di fornaci e dalle maestranze da ferrazza : instrument des doreurs à feu et partie supérieure du four
  - proprietari di fornaci e dalle maestranze da spiedo
- Depentori : forment de multiples colonnelli : 
  - depentori da armature : peintres décorateurs de casques en cuir
  - depentori da scudi ou scuderi, ensuite targheri : décorateurs de boucliers, écriteaux, plaques et masques
  - depentori da selle : décorateurs de selles
  - depentori da cofani ou coffaneri : peintres décorateurs de caisses pour trousseaux de mariage, de coffres-fort
  - depentori : peintres de tables de déjeuner, plats, brocs, cruches et ameublement
  - depentori de speci (depuis 1345), puis fusionné avec les marzeri (corps séparé en 1570);
  - intajadori e scultori in legno : tailleurs et sculpteurs de bois
  - botegheri (1459) : peintres de tableaux, masques, toiles prêtes à peindre avec du mestica ou imprimitura et couleurs moulues
  - recamadori (1518)
  - miniadori, cuoridoro (1761) : miniaturistes, cuir doré et peint
  - disegnadori da stoffe : dessinateurs d'étoffes
  - cartoleri (1518, autonomes en 1608) : peintres décorateurs de cartes à jouer et tarots
  - libreri da carta bianca e da conti : papiers blanc et comptes
  - indoradori : doreurs de livres et autre
  - mascareri (1773) : fabricants de masques
- Faldelle (1517) : producteurs d'ouate ou cardé de coton, utilisée pour le rembourrage intérieur d'habits et de couvertures
- Fenestreri (finestrai) : fabricants/vendeurs de plaques de verre, avec un colonnelli :
  - piombatori : qui fixent les plaques de verre dans des compositions
- Filacanevi : à la 'Tana, producteurs de cordes, câbles et ficelles de chanvre
- filadori de seda (Filatoi) : producteurs de fils de soie et au besoin d'autres fils

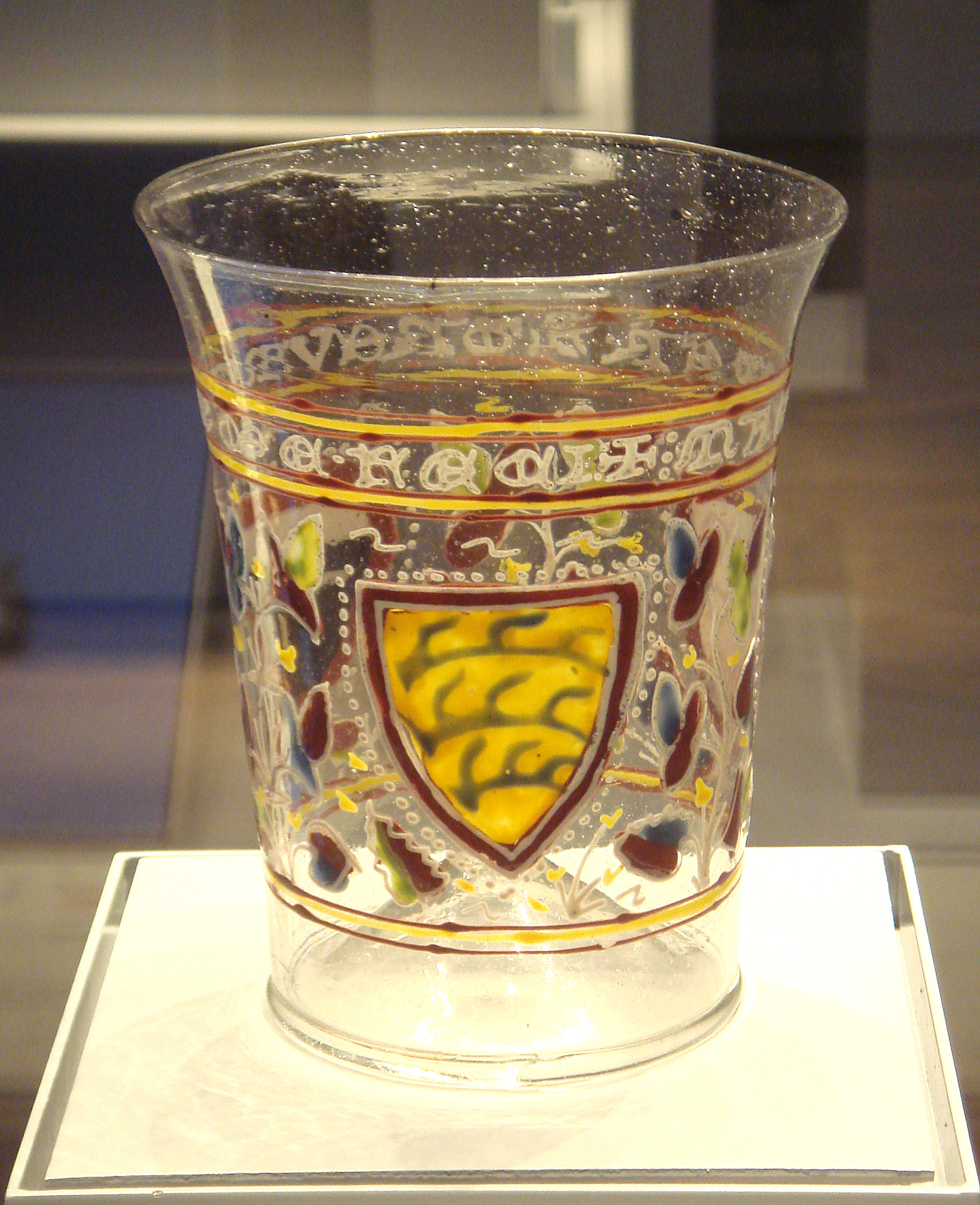
objet en verre (1330)

- Fioleri (de fiole) : producteurs d'objets en verre, avec comme colonnelli :
  - da lastre, rui o rulli (pour fenêtres) e quari (pour miroirs);
  - da suppiadi : soufflé
  - da canna : pour bijoux
  - da smalti : émaux
- Fioreri : fleuristes et jardiniers

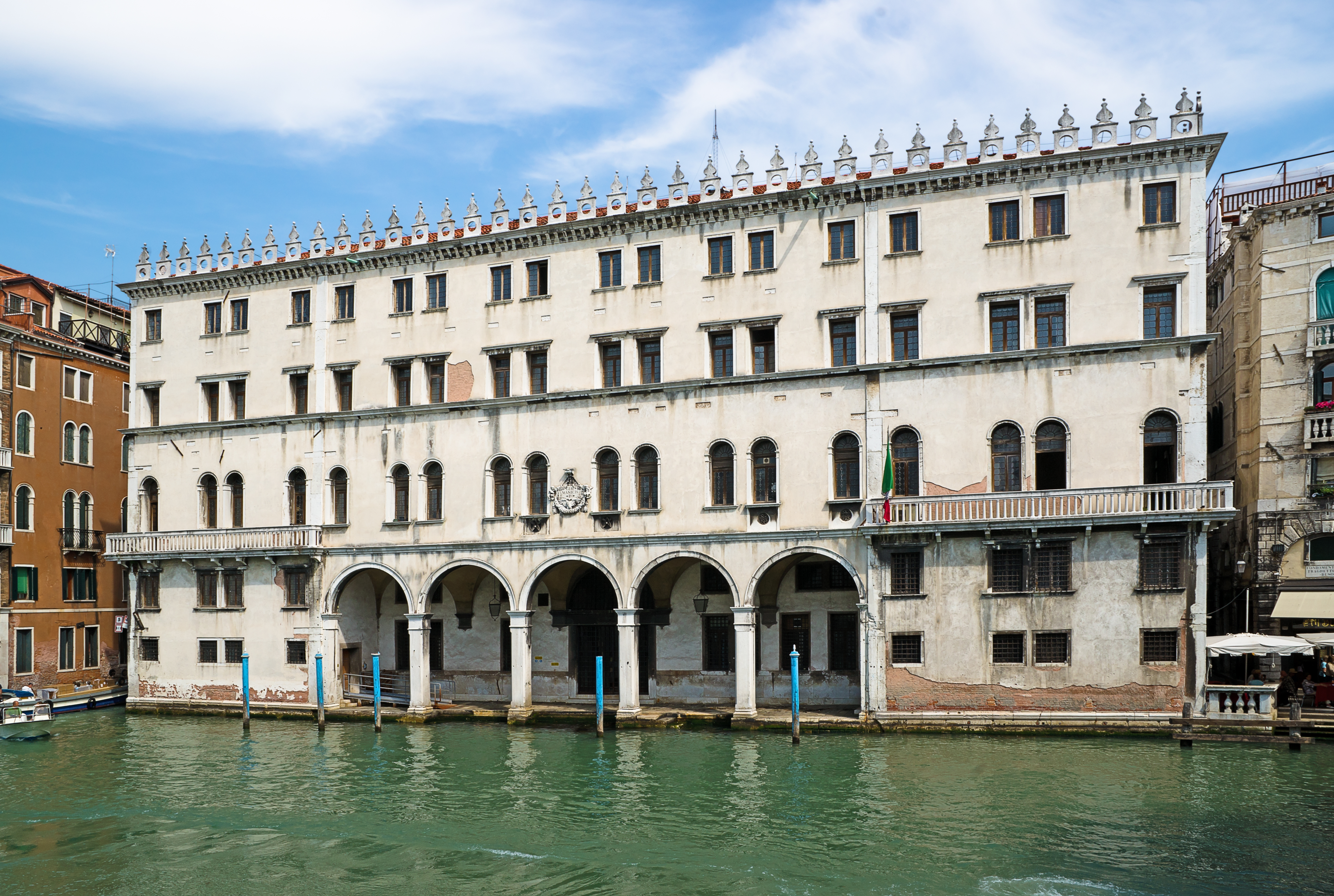
Le Fontego dei Tedeschi

- Fontegheri ou Farinanti : vendeurs de farine près des Fonteghi (moulins) publics avec comme colonnello :
  - Tamiseri : Producteurs de tamis et de cribles
- Fornaseri : propriétaire de fourneaux pour briques et tuiles
- Fornaseri da vetro : divisent en quatre colonnelli: 
  - de plaques,
  - de roulements et quari,
  - de suppiadi, de canne,
  - d'émaux
- Forneri (Panicuocoli) : propriétaires de fours à pain et biscuits
- Fravi : producteurs d'outils pour les artisans de la ville, avec colonnelli :
  - fravi
  - schioppeteri : armuriers
  - carboneri : marchands de charbon
  - lavoranti di armi da getto : quadrelli pour arbalètes
  - Caldiereri : producteurs de caldiere pour la polenta, de brasiers pour réchauffer les pièces, et fondeurs de cloches en bronze et producteurs de chaudières en pierre et en cuivre.
  - Stadiereri : Travailleurs de balances
  - rapezzatori : rapiéceur, raccommodeur
  - campaneri
  - mercanti da ferrazza : marchands de ferraille
  - gua seghe : scies
  - rologeri (seulement s'ils construisaient de grandes horloges)
- Frezaroli : fabricants de flèches pour arbalètes et arcs
- Fritoleri ou furatoleri : producteurs/vendeurs de nourriture frites et autres comestibles, tels minestrones et macaronis
- Fruttaroli : Vendeurs de fruits, réuni avec les colonnelli :
  - Erbarioli : Marchands ambulants de légumes et d'herbes
  - Naranzeri : Vendeurs d'agrumes
  - pescaori de la gastaldia di San Nicolò e Anzolo Raffael : vendeurs de pêches

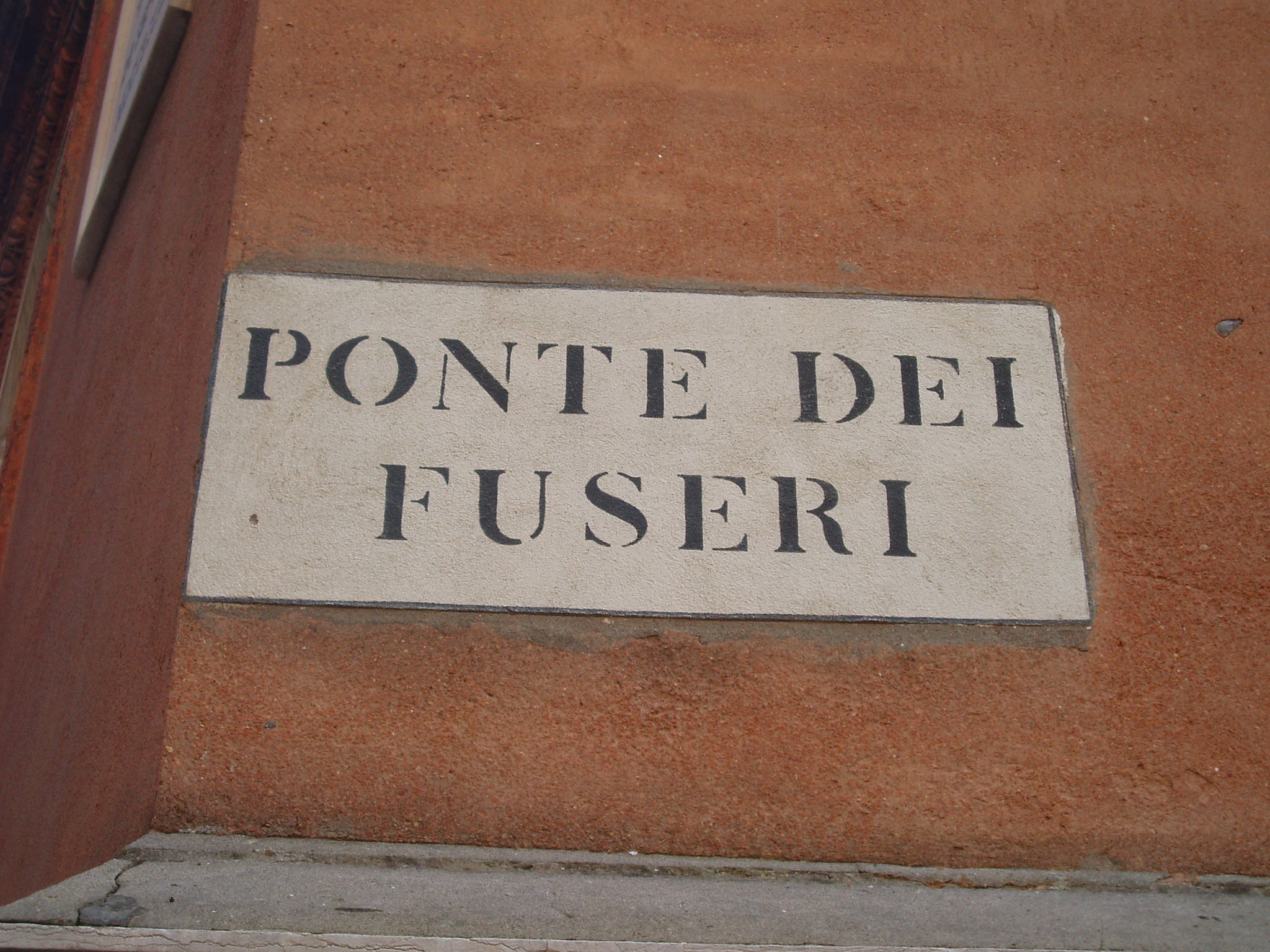
ponte dei Fuseri (plaquette)

- Fuseri : producteurs/vendeurs de fuseaux de filature (fusi)
- Fustagneri, Coltreri et Ligadori de filati (1510) : producteurs/vendeurs de ouate, coton et couvertures
- Galineri : se divise en deux colonnelli :
  - pollaioli ou polameri : vendeurs de poulets, gallinacés, oies et gibiers
  - butiranti : vendeurs de beurre
- garbeladori (o criveladori), ligadori e bolladori de Comun : cribleurs, emballeurs et marqueurs de grains
- Gua Cortellini : art des Rémouleurs
- Imbiancadori de pele et curame : artisans immergeant les peaux et cuirs dans le lait de chaux (préliminaire au tannage)
- Laneri : se divisent en colonnelli: 
  - drappieri : vendeurs de tissus de laine sous les portiques du Rialto, soumis au contrôlé des stimadori de draps
  - filaresse o filere a molinello e a rocha : fileuses
  - folladori e gualcaori con pedi : fouleurs
  - Ciovaroli a le ciovere : ouvriers dans les chiovere[5], réunit les claudadori (usufruitiers des chiovere) et tiradori, qui pouvaient allonger les tissus selon les mesures prescrites par la Loi
  - verghesini : batteurs de laine
  - garzoti ou pettinatori : peigneurs de laine
  - scartesini : cardaient la laine avec des peignes de fer gaffés
  - Cimolini : préparaient la laine au filage
- Lasagneri : producteurs et vendeurs de pâtes comestibles
- Libreri (ou carteri) da carta bianca e da conti : producteurs/vendeurs de registres comptables et papier à écrire
- Libreri e stampadori : Imprimeurs et libraires, avec un colonnello :
  - Ligadori da libri : relieurs de livres
- Ligadori al fontego dei Tedeschi:relieurs de balles de marchandise (allemands)
- Linaroli : Producteurs/vendeurs d'étoffes de lin coiffé et de toiles de chanvre
- Luganegheri : réunissait les salsicciai, les lardaroli, les pizzicagnoli et les préparateurs et vendeurs de soupes; un colonnello :
  - luganegheri da cruo : vendeurs de viande crue
- Mandoleri (1675) : Vendeurs d'amandes et fruits sec
- Manganeri (mangano:mangle): artisans qui astiquaient la soie et la laine, avec deux colonnelli: 
  - lustradori da seda : lustreurs de soie
  - Lustradori da lana : lustreurs de laine
- Marangoni da caxe (o da fabriche) : menuisiers et les charpentiers qui exécutaient les travaux de menuiserie dans les habitations. Ses colonnelli :
  - marangoni da caxe : travaux à l'interieur des maisons
  - marangoni da noghera : meubles
  - marangoni da soaze : cadres
  - marangoni da rimessi : Placage ou intarsia

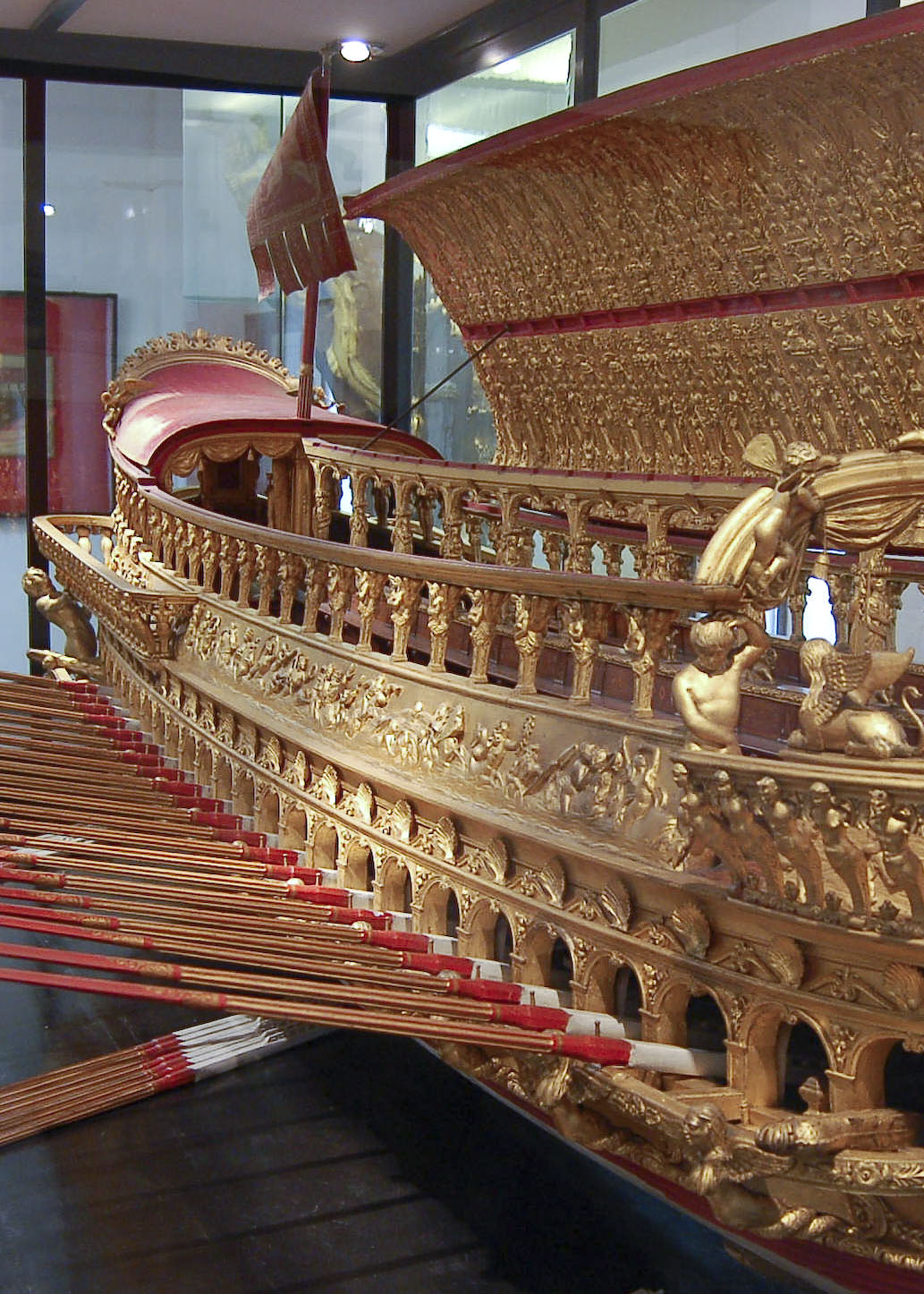
Le Bucintoro, galère du doge

- Marangoni da nave a l'Arsenal : artisans construisant les Galères à l'Arsenal
  - Segadori dell’Arsenal : avaient le monopole de scier les troncs pour fournir les tables de bois (détachés en 1445)
  - Maestri ai albori e ai penoni (alboranti) : produisaient les arbres et les hampes pour armer les galées et les navires
  - tajeri : allé aux poulies pour les manœuvres des bateaux et des navires
- Margariteri : Travailleurs de conterie, c'est-à-dire de perles de verre; se divise en deux colonnelli: 
  - de terrasse
  - de broche
- Marzeri : Merciers ; ces colonnelli sont agrégés: 
  - marzeri de arte grossa : peaux, toiles du ponent et soie variée
  - marzeri de arte fina : voiles et rubans
  - stringheri : liens, lacets et correggie
  - telaroli : morceaux d'étoffe de toile
  - talgia verzini : bois pour teindre en rouge
  - gucciadori : bas, chemises, gants, chaussures et autres travaux au tricot
  - pirieri : entonnoirs et objets en fer-blanc
  - latoneri : objets en cuivre et fer-blanc
  - muschieri : parfums
  - muschieri da polvere de Cipro : poussière de Chypre (parfum)
  - marzeri de ferrarezza : quincaillerie et plomb
  - marzeri de drappi e guarnizioni d'oro e d'argento: draps et garnitures d'or et d'argent
  - marzeri de merci di Fiandra : marchandises de Flandres
  - marzeri de calze e maglierie : bas et bonneteries
  - marzeri de seda e romanete : zambellotti et boutons
  - marcereti : vendeurs ambulants de mercerie
  - chincaglieri : quincailliers
  - occhialeri : lunettes
  - liutieri : violons
  - rologeri : petites horloges
- Marzeri da frumento e da biava : vendeurs de grains et légumes près des Fonteghi (moulins)
- Marzeri da lino : vendeurs de lin
- Mercanti da cordoani (ou cordovani) : vendeurs de peaux (de chèvres) tannées selon la méthode établie à Cordoue
- Mercanti da legname : vendeurs en gros de bois de construction (originaires de Cadore)
- Mercanti da malvasia (malvasiotti) : détaillants du vin de malvasia, importé d'Orient
- Mercanti da ogio e saoneri : vendeurs d'huile alimentaire et de savon près du Rialto et de San Marco. Colonnello :
  - Posaderi : camelots qui pouvaient vendre les deux produits dans le reste de la ville
- Mercanti da panilana : vendeurs de tissus de laine. Colonnello :
  - voltaroli : artisans qui tenaient boutique et vendaient les tissus de laine simplement en morceaux
- Mercanti da seda : marchands de soie
- Misuradori e garbeladori de biave : mesureurs et les cribleurs de céréales et de légumes
- Mureri (ou muratori): maçons. Colonnello :
  - Pozzeri : constructeurs de puits
  - terasseri : constructeurs de pavement
- musici venexiani : musiciens
- Naviganti : les navigants
- Nonzoli : sacristins
- Numeradori e portadori de matoni, coppi e piere da calcina : transporteurs de matériel pour le bâtiment (préalable la numération des bouts) : briques, tuiles et pierres de chaux

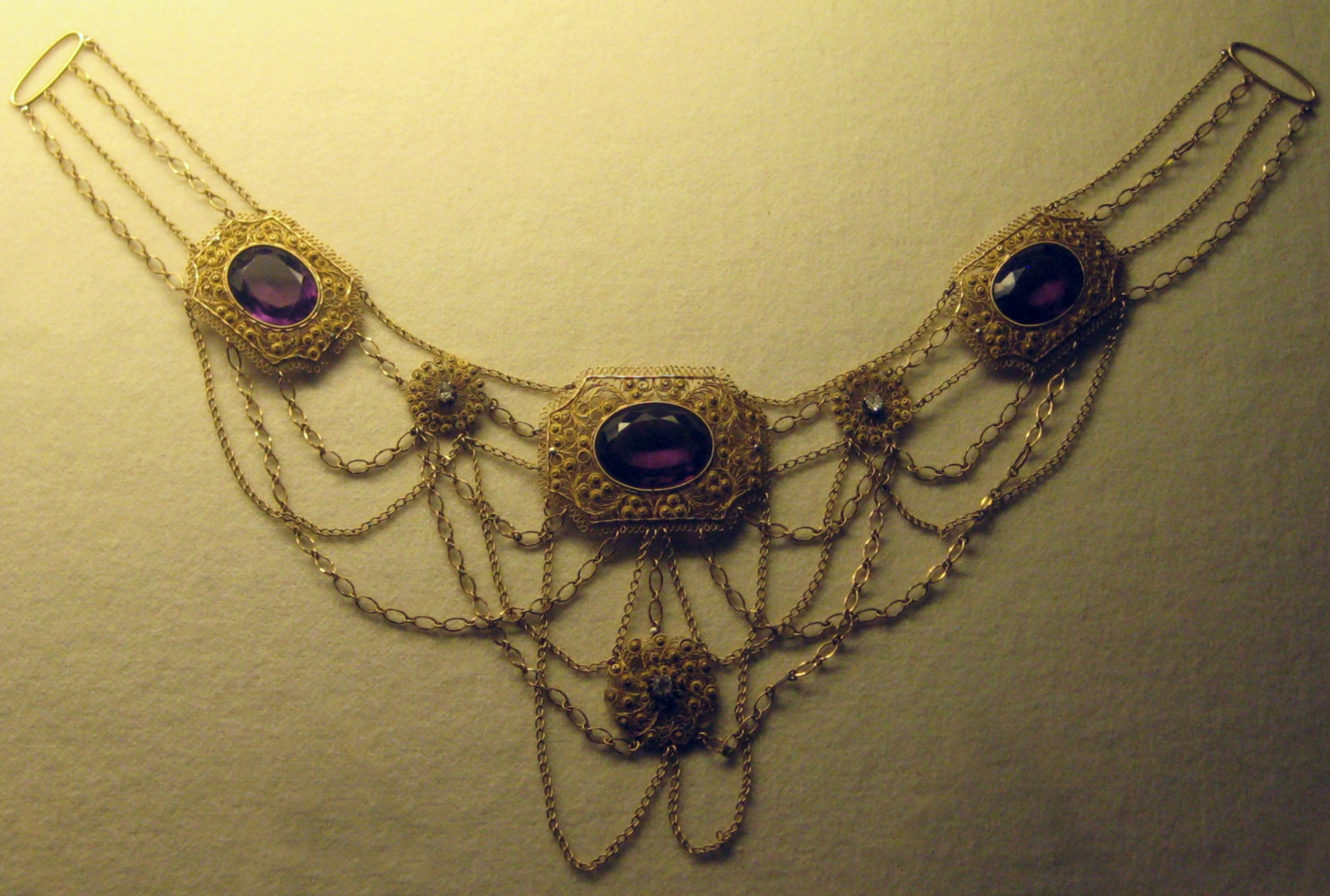
bijouterie de Venise

- Oresi, zogielieri et diamanteri : Orfèvres, joailliers, diamantiers ; avec comme colonnelli: 
  - oresi : orfèvres
  - zogielieri da falso : bijoutiers de faux
  - diamanteri da duro : tailleurs de diamant
  - diamanteri da tenero : Tailleurs de pierres précieuses et bourgeons colorés
- Osti (ou caneveri) : employés au caves et aux dépôts de vin
- Parti oro e soprintendenti all'oro e argento : les fondeurs d'or et d'argent et les superviseurs
- Passamaneri : producteurs et vendeurs de passementeries d'or et de soie (galloni). Colonnelli: 
  - da lizzi alti : aiguillettes, franges, franzoni, garnitures d'or et d'argent, filadi avec et sans fleurs en décorations pratiques pour habits H/F
  - da molin doppio : travail abandonné
  - da molin ugnolo : vergole et vergolini, cartons
- pedoti de nave da e per l'Istria : pilotes maritimes à destination de l'Istrie
- Pegoloti : producteurs/vendeurs de ragia de pin, de poix et d'étoupe (calfeutrage des navires)
- Pelizeri : fourreurs
- Peltreri e Stagneri : producteurs/vendeurs d'objets en alliage plomb-étain et en étain: bols, plats, plateaux et calices; ils réparaient les marmites et ciraient les couverts
- pesadori a l'officio de la stagiera : employés public qui procédaient à la pesée
- Pestrineri : laitiers et produits dérivés
- Peteneri da testa et feraleri : producteurs de peignes pour la tête (d'os ou de bois) et producteurs/réparateurs de ferali (feux ou réverbères) en cuivre.
- Pistori : producteurs boulangers (non vendeurs)
- Pitori : (1682) peintres
- Remeri : Producteurs de rames; reprend les :
  - remeri de fuora : bateaux de transport
  - remeri da dentro ou de l'Arsenal : navires militaires
- Revendegoli et strazaroli : Brocanteurs et revendeurs d'objet utilisés
- Sabioneri : Transporteurs/vendeurs de sable et gravier
- Sagomadori da ogio e miel : inspecteurs de la régularité des capacités des récipients de vente d'huile et le miel
- Salineri : vendeurs de sel marin
- Salumeri : Vendeurs de poissons secs et salés
- Sanseri (ou notai) : courtiers, médiateurs commerciaux

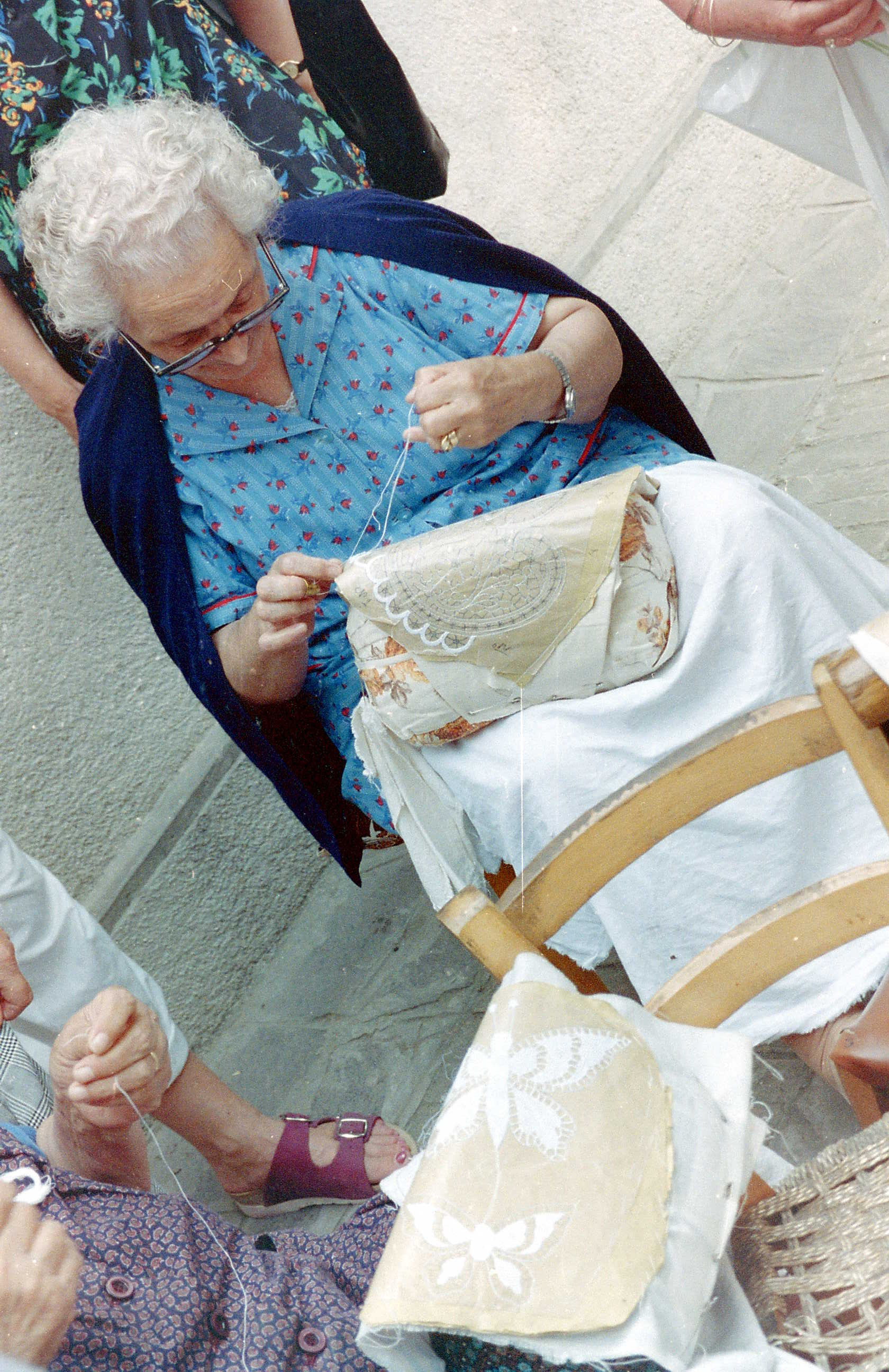
dentellière à l'œuvre à Burano

- Sartori : producteurs de costumes, avec les :
  - sartori da veste
  - sartori da calze
  - sartori da ziponi ou giuponeri : confectionneurs/vendeurs de vestes de coton (ziponi), gilets, draps de lit, barèges, zendadi, soutanes et vêtements rembourrés
- Scaleteri : producteurs de savarins et pâtissiers, unis au :
  - Casaroli : vendeurs d'huile alimentaire, miel, fromages, viandes porcines fraîches et salées
- Scortegadori de manzi : tanneurs des peaux de carcasse des bœufs
- Scultori : académie
- Seleri, bolzeri e tapezieri : 
  - seleri : vendeurs de selles
  - Bolzeri : vendeurs de valises et malles
  - Tapezieri : tapisseries pour les fauteuils et les divans
- Semolini : Marchands de son
- Semplicisti (Spezieri da medicinali e Aromatari) : pharmaciens et herboristes
- Sonadori : joueurs d'instrument de musique
- Soprastanti ai perni, ciovi e ancore de le navi : inspecteurs des importations de pivots, clous et ancres pour les navires
- specieri de vero da Muran : producteurs de miroirs à Murano
- Spitieri (spezieri) de grosso : artisans préparant des bonbons en recouvrant, avec sucre ou miel : les amandes, les pinoli, les anis, les confettis, les cèdres et les poires. Avec comme colonnelli: 
  - spitier de confeti ou confeteri : producteurs de confitures
  - cereri : producteurs de cire travaillée, avec des imitations de fruits
  - droghieri : épiciers
  - rafinadori de sucaro : les raffineurs de sucre

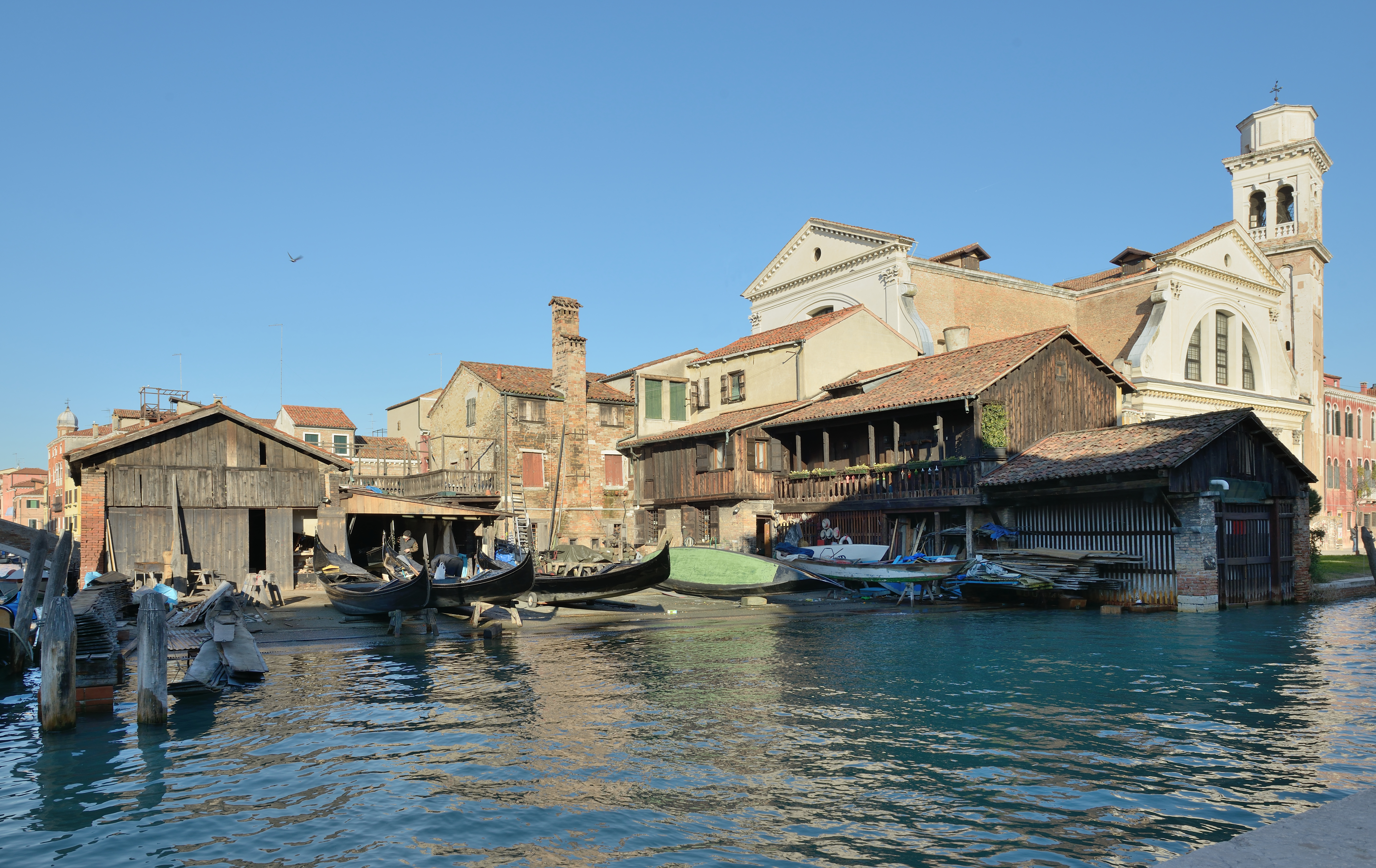
Squero à San Trovaso

- Squeraroli : Travailleurs de bateaux et navires
- Stadiereri : vendeurs de poids et de balances
- Verieri : Vendeurs privilégiés de verreries
- Stioreri : producteurs de nattes, cannucci, cordes de paille portées, paille pour chaises
- Stramazeri (1644) : matelassiers
- Suppialume (1647) : producteurs de perles de verre à la lampe
- Tagliapietra (tagiapiera) : tailleurs de pierres (scalpellini)
- Tentori : Teinturiers

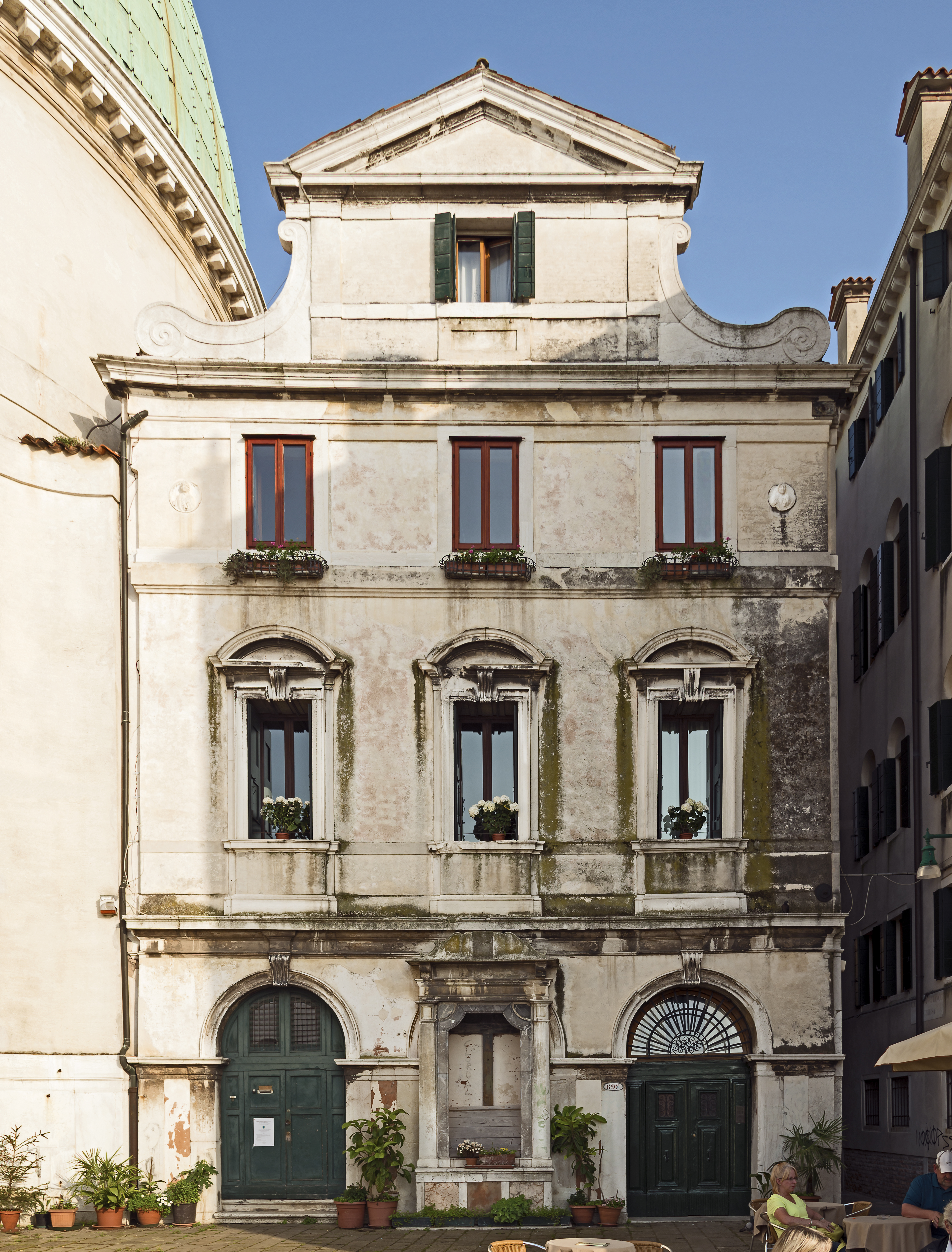
Scola dei Testori di Pana di Lana

- Testori tedeschi de fustagni : tisseurs de coton
- Testori da panilana : tisseurs de laine
- Testori da tela de lino : de toile de lin
- Testori de pani de seda (samiteri) : producteurs de soie. Réunit les:
  - senza pelo : travaillaient le satin
- Tiradori : tiraient les navires avec un cheval le long de la Brenta
- Travasadori da ogio : transvaseurs d'huile alimentaire
- vendidori, travasadori e portadori de vin : resp. vendeurs, mélange et taxation, transport et distribution du vin. Fusionne en 1609 avec les :
  - Mercanti da vino : marchands de vins en gros

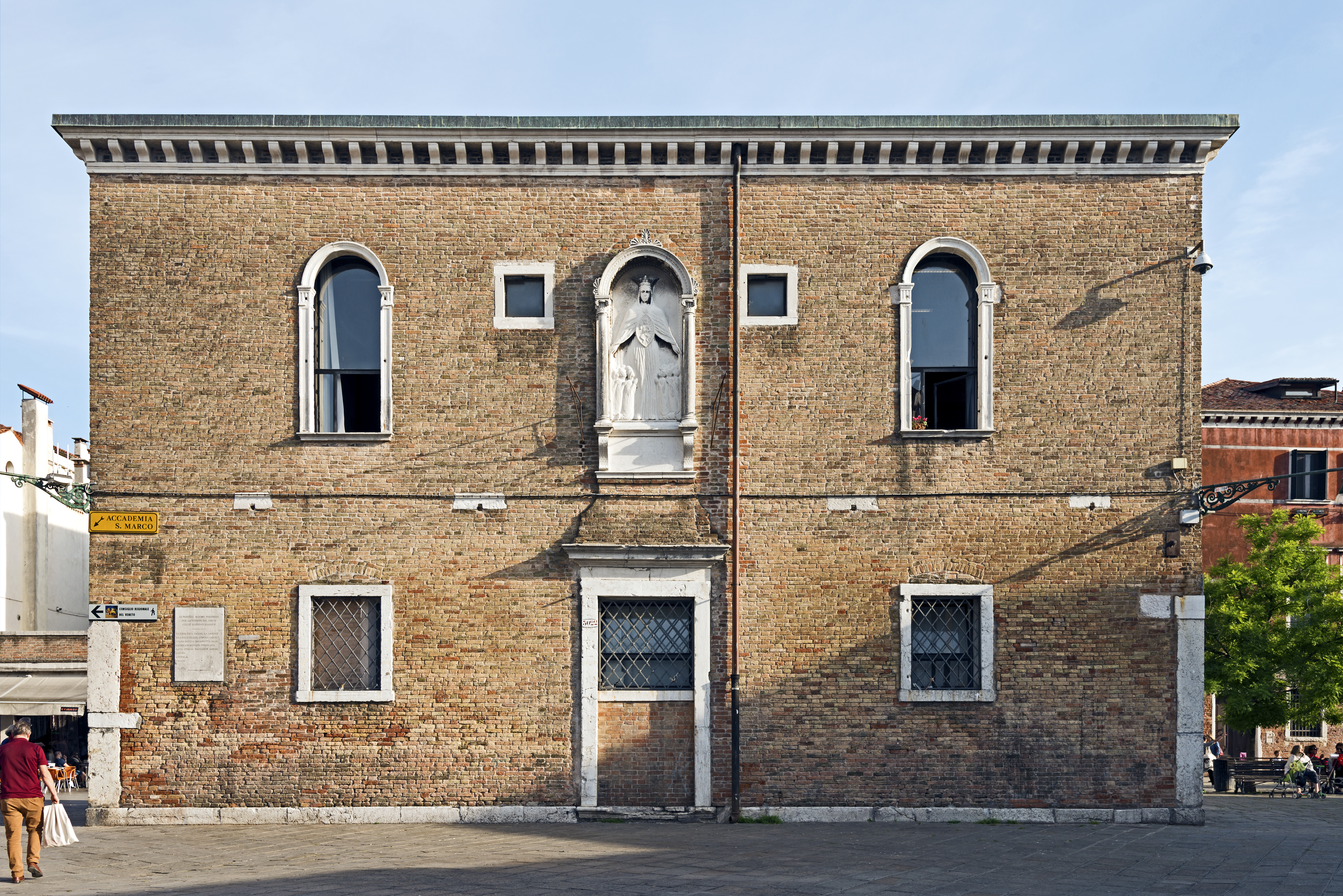
Scola dei varoteri au Campo S. Margherita

- Varoteri ou vaiai : producteurs/vendeurs de fourrures en peaux de veau, tannées par les scorzeri et conzacurami. Colonnelli:
  - pelizeri di ovra vera : veau, martre, hermine (lattizio), renard, chat, lapin, chèvre, écureuils
  - pelizeri de ovra vechia : peaux usées
  - pelizeri de pelli de ghiro : loir
- Vazineri (ou Vagineri): producteurs d'étuis
- Veluderi : vendeurs d'objets en velours